# Oxytenanthera
Oxytenanthera is een geslacht uit de grassenfamilie (Poaceae). Het geslacht telt een soort die voorkomt in tropisch en zuidelijk Afrika.

## Soorten
- Oxytenanthera abyssinica (A.Rich.) Munro